# Roy Clark (acteur)
Pour les articles homonymes, voir Roy Clark et Clark.
Roy Clark (1903–1993) est un acteur néo-zélandais né à Wellington.

## Biographie
Roy Clark est né le 11 mars 1903 à Wellington en Nouvelle-Zélande. Il joue dans une trentaine de films dans les années 1910 pour la Selig Polyscope Company.
Il meurt 12 septembre 1993 en Californie.

## Filmographie
- 1912 : Me an' Bill
- 1912 : The Little Indian Martyr
- 1912 : A Waif of the Sea
- 1912 : A Waif of the Sea
- 1912 : The Lake of Dreams
- 1913 : The Noisy Six
- 1913 : Love Before Ten
- 1913 : A Little Hero de Colin Campbell
- 1913 : When the Circus Came to Town
- 1913 : The Probationer
- 1914 : The Salvation of Nance O'Shaughnessy
- 1914 : The Uphill Climb
- 1914 : On the Breast of the Tide
- 1914 : The Going of the White Swan
- 1915 : The Rosary
- 1916 : The Dream of Eugene Aram
- 1918 : Le Bébé du cow-boy (A Woman's fool)